# Línea de Contravalación de Gibraltar

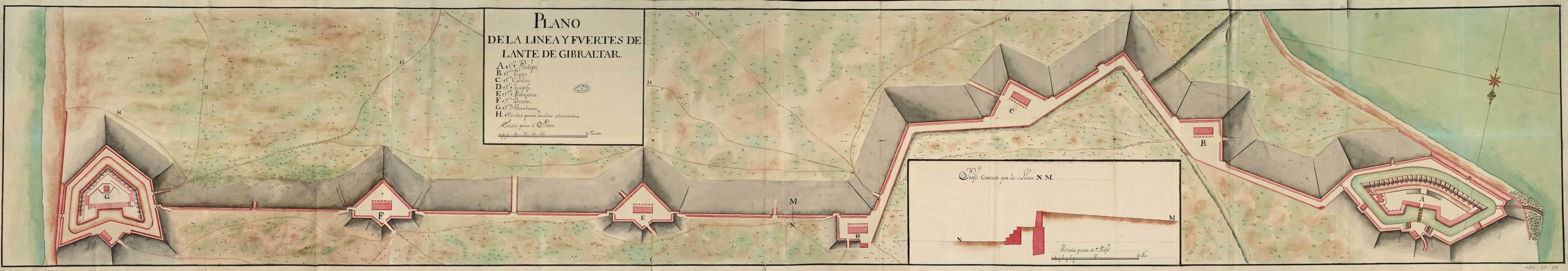
Detalle de la línea de contravalación de Gibraltar

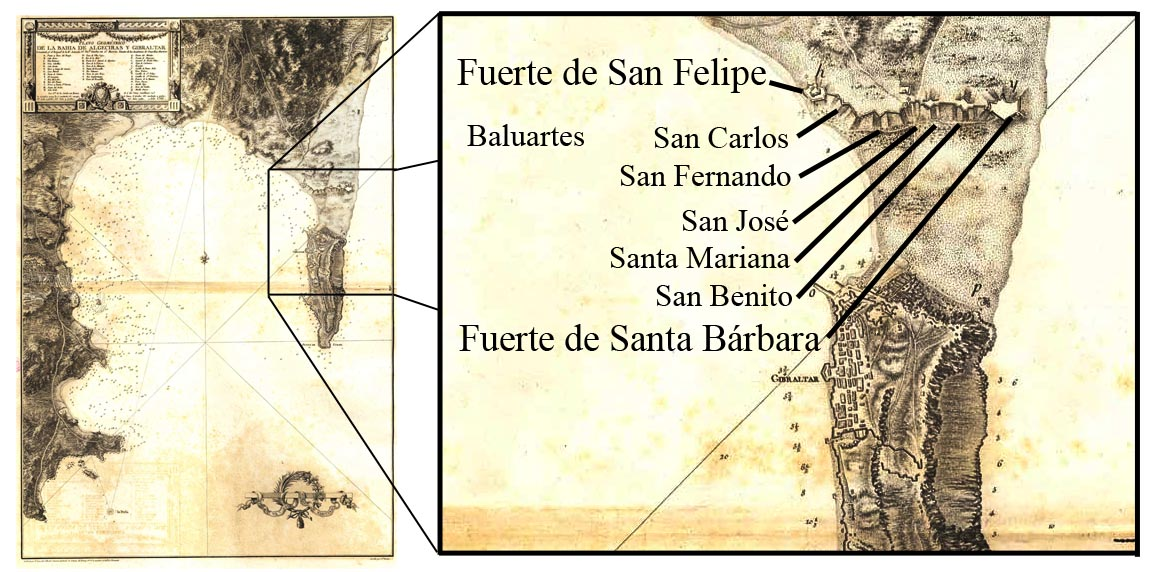
Situación de los fuertes y baluartes en un mapa del

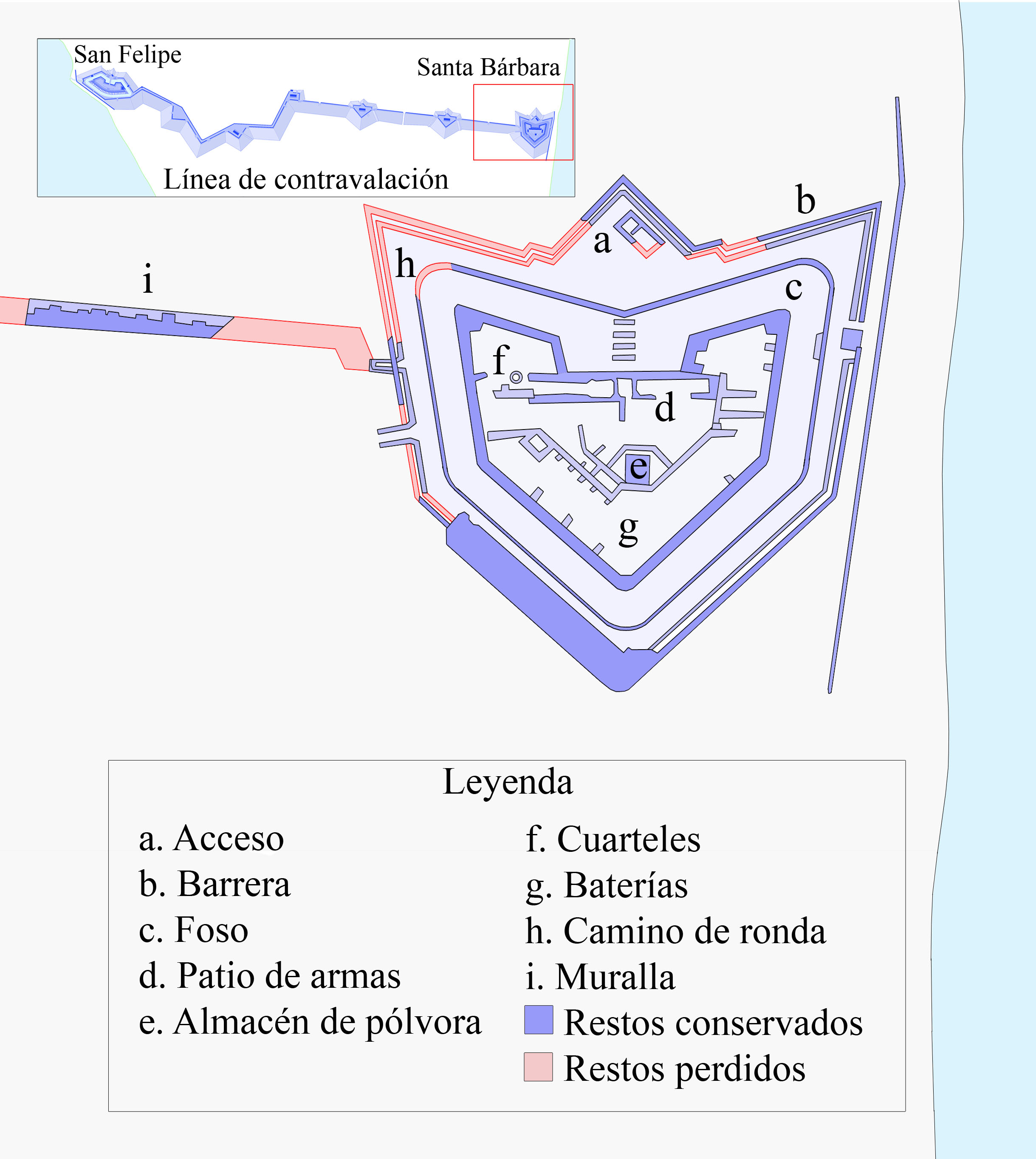
Fuerte de Santa Bárbara

La Línea de Contravalación, también llamada Línea de Gibraltar fue un sistema de fortificaciones creado en el siglo XVIII con motivo de la defensa del istmo de Gibraltar frente a incursiones británicas y ante el temor de las autoridades españolas de que el Reino Unido pudiera ampliar sus dominios en el sur de la península extendiéndose más allá del peñón de Gibraltar.
La construcción de la Línea de Contravalación comenzó en 1730 de la mano de Jorge Próspero de Verboom, que había diseñado prácticamente todos los fuertes de la Bahía de Algeciras, y finalizó en 1735. Esta línea fronteriza fue el germen de la futura población de La Línea de la Concepción.
La estructura de la Línea daba una gran fortaleza y una enorme capacidad de defensa a una zona de por sí muy difícil de defender, llana y arenosa. El sistema de defensa se basaba en dos grandes fuertes artillados y abaluartados en los bordes del istmo y una línea amurallada con pequeños fuertes y baluartes jalonando todo el recorrido.
A levante se localizaba el Fuerte de Santa Bárbara con capacidad para 24 piezas de artillería (18 cañones de a 24 y 6 obuses) y una dotación de hombres muy elevada, Cuerpo de Granaderos, Cuerpo de Caballería con hasta 40 hombres y Cuerpo de Artillería además de un grupo de hombres con la función de limpiar los fosos de tierra. Poseía además 4 cuarteles para la tropa.
A poniente se situaba el Fuerte de San Felipe con similar número de piezas de artillería que el anterior, 18 cañones de a 24 y seis obuses y con idéntica dotación de hombres, a saber, Cuerpo de Granaderos, cuarenta unidades de caballería y artilleros. Tenía cuarteles con capacidad para ochenta hombres y oficiales.
Entre ambos fuertes se disponían de forma equidistante cinco cuerpos de guardia artillados y abaluartados, los baluartes de San Benito, Santa Mariana, San José, San Fernando y San Carlos con capacidad para 25 hombres cada uno y capaces de montar cañones.
La Línea de Contravalación fue destruida el 14 de febrero de 1810, al igual que la mayoría de las fortificaciones de la Bahía de Algeciras, por el cuerpo de zapadores británico con el pretexto de impedir que cayera en manos de las tropas napoleónicas y con la autorización del gobierno español, circunstancial aliado del Reino Unido durante la Guerra de la Independencia Española. Hoy en día el lugar donde estuvo esta fortificación se corresponde con la Avenida del Ejército del municipio linense.